# Іґнасіо Кобос
Іґнасіо Кобос (ісп. Ignacio Cobos, 12 червня 1966) — іспанський хокеїст на траві.
Учасник Олімпійських Ігор 1984, 1996 років. Срібний призер 1996 року.